# Cyrtonus punctipennis
Cyrtonus punctipennis es una especie de insecto coleóptero de la familia Chrysomelidae.
Fue descrita científicamente en 1857 por Fairmaire.